# Алан Коттрелл
А́лан Ко́ттрелл (англ. Sir Alan Howard Cottrell; 17 липня 1919 — 15 лютого 2012) — британський фізик і металург, член Лондонського королівського товариства (1955).

## Походження та ранні роки
Алан Коттрелл народився в Бірмінгемі 17 липня 1919 року, і був старшим сином у сім'ї Альберта та Елізабет Коттреллів. Його молодший брат, Стенлі, також металург, народився у 1925 році. Дідусь Алана мав успішний бізнес у роздрібній торгівлі взуттям у місті але продав його наприкінці Першої світової війни, інвестуючи отримані кошти у блок нерухомості у мікрорайонах Мозлі і Балсіл Хіт, що включала магазини, будинки і землю. Батько Алана зайнявся розробкою та управлінням майном, і вони мешкали в одному з будинків до 1932 року.
Початкову освіту отримав у школі, що знаходилась неподалік від сімейного помешкання. Натхнений чудовою вчителькою, у молодших класах він виграв конкурс есе, а потім успішно склав вступний іспит до гімназії Мозлі. У віці 15-ти років йому запропонували перевестись до головної школи в місті, але він вважав за краще залишитися у Мозлі. У нього було розвинене логічне мислення, його інтереси були звернені більше до науки, ніж до мистецтва, особливо до астрономії, електрики й техніки. Інтерес до радіотехніки і механіки був прищеплений його батьком. Від своєї матері він отримав музичний смак і навчився грати на піаніно, в чому він досяг успіху в подальшому житті.
У середині 1930-х років після закінчення школи традиційним шляхом до здобуття наукового ступеня була праця на виробництві, вечірнє навчання та екстернат бакалаврату в одному з навчальних закладів Лондона. У 1936 році Алан влаштувався на роботу в компанію ICI Metals  (Віттон) лаборантом та почав відвідувати заняття у місцевому технічному коледжі. Через декілька тижнів міський відділ освіти запропонував Алану університетську стипендію для здобуття наукового ступеня. Той прийняв пропозицію й мав намір вивчати фізику, але доктором Морісом Куком, керівником його відділу в ICI Metals, було запропоновано зайнятись металургією. Алан відвідав кафедри фізики, машинобудування та металургії Університету Бірмінгема, де найбільше його вразив професор Даніель Генсон, і він вирішив вивчати металургію в Бірмінгемі.

## Кар'єра і наукова діяльність

### Університет Бірмінгема і воєнні роки (1936—1945)
На той час як Алан Коттрелл почав працювати в університеті Бірмінгема, на факультеті металургії, там крім найпростіших методів аналізу і обробки зразків були запроваджені деякі нові наукові аспекти дисциплін, включаючи металографію, рентгеноструктурний аналіз, хімію сплавів Вільяма Юм-Ротері й концепцію дислокацій, розроблену ДжеффріТейлором, що стало суттєвим кроком до розуміння фундаментальної науки про метали та сплави.
У червні 1939 року Алан закінчив з відзнакою перший курс й отримав стипендію для дослідження відновлення металів від ефектів, спричинених деформуванням. Проте, війна не дозволила провести ці дослідження, і після того, як він був направлений на навчання у Королівський бронетанковий корпус, його перевели в запас для проведення досліджень на факультеті металургії для військових потреб. Багато хто з випускників вищих навчальних закладів були направлені туди ж для проведення важливих досліджень.
Завдання Алана полягало у вивченні проблеми тріщин, пов'язаних з дуговим зварюванням легованих сталей для резервуарів. У сталі, особливо в товстих перетинах, з'являлось значне розтріскування уздовж країв зон термічного впливу, які оточували зварні шви. Була підозра, що це пов'язане з утворенням твердої, крихкої мартенситної фази у цих зонах, але доказів цьому було мало. Необхідно було вирішити цю важливу практичну проблему, щоб уникнути небажаного ефекту для отримання міцних зварних з'єднань. Спочатку Алан працював під керівництвом професора Е. C. Роллансона, але пізніше він сам очолив команду, до якої увійшли К. Вінтертон, П. Д. Кроутер і Дж. А. Вілер. Вони після вивчення явищ, що мали місце у металі розробили методи запобігання розтріскуванню шляхом попереднього нагріву. Отримані результати були прийняті міністерством, але їх застосування залишалося засекреченим. Проте, в роботі були зроблені деякі цікаві наукові відкриття, зокрема, виявили, що метастабільний аустеніт може бути розкладений на мартенсит і бейніт при пластичному деформуванні. Вони змогли опублікувати деякі результати, і Алан отримав ступінь доктора наук у 1942 році.
У 1944 році на факультеті Алану запропонували підготувати новий курс з фізики металів. Його він і почав викладати у 1945 році. Декілька років по тому цей курс став основою його книги «Теоретична структурна металургія». Своїм основним завданням він вважав те, щоби навчити студентів думати про метали і сплави у поняттях того, «що роблять атоми» (англ. «what the atoms were doing»), а не в напівемпіричних методах традиційних підходів.

### Повоєнні роки (1945—1955)
Наприкінці війни факультетом було отримано грант, частина якого була виділена Алану на вивчення міцності та пластичності металів. Після консультації з Еґоном Орованом у Кембриджі невелика група Алана почала вирощувати й деформувати монокристали з чистих металів, спочатку — цинку і кадмію. Першим його успіхом стала перевірка виконання закону повзучості Андраде з високою точністю. Незабаром факультет став відомим як провідний центр науки про метали й привернув до себе багатьох видатних дослідників. Щотижня проводилися семінари для студентів з метою залучення їх до поточної діяльності факультету. Читалися лекції відомими науковцями та науковими представниками провідних технічних компаній. У 1949 році Коттрелл став професором з фізичної металургії.
Ґрунтуючись на статті, у якій фізик Френк Набарро обговорив можливість «застрягання» дислокаційних ліній на «чужих» атомах, розподілених випадковим чином у кристалі сплаву, Коттрелл розглянув ситуацію, в якій атоми були рухливими і могли дифундувати. Він запропонував гіпотезу про можливість переходу атомів у ядро дислокації та «закріплення» його. Він зрозумів, що така сегрегація може бути виявлена хімічним травленням, але лише через деякий час один з його учнів, Ніл Маккіннон з Австралії, вирішив цю проблему. До того часу техніка «декорування» дислокацій була розроблена П. Лакомбом, Дж. В. Мітчеллом та іншими.

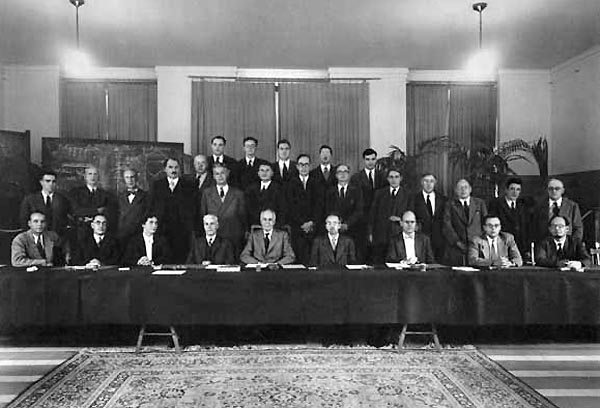
Сольвеєвський конгрес з фізики в Брюсселі, 1951. Зліва направо, сидять: Крусарро, Норман Персі Аллен, Іветт Кошва, Борілієс, Вільям Лоренс Брегг, Кристіан Мюлер, Фредерік Сайтц, Джон Герберт Голломон, Франк; середній ряд: Ґерхард Ратенау, Костер, Ерік Рудберґ, Фламаш, Ґош, Ґровен, Еґон Орован, Ян Бюрґерс, Вільям Бредфорд Шоклі, Андре Ґіньє, Ч. С. Сміт, Ульріх Делінґер, Лаваль, Еміль Генріот; верхній ряд: Ґаспар, Ломер, Алан Коттрелл, Джордж Хомс, Губерт Кур'єн

1951 Коттрелл брав участь в Сольвеєвському конгресі фізиків, присвяченому твердому стану речовин, під головуванням Вільяма Лоренса Брегга.
У 1955 році Алана за роботу над дислокаціями було обрано до Королівського товариства. Потім був запрошений до Науково-дослідницького закладу з атомної енергії в Гарвеллі, щоб стати заступником начальника відділу металургії. Після 19-ти років праці у Бірмінгемі Алан пішов зі своєї посади, щоб обійняти нову. Робота в Гарвеллі видалася ідеальною для Алана, він застосовував свій попередній науковий досвід, щоб зрозуміти «радіаційні ушкодження» металів та надати допомогу у розробці радіаційно-стійких матеріалів для будівництва ядерних енергетичних реакторів. Так розпочався наступний етап його кар'єри.

### Дослідницький заклад атомної енергії у Гарвеллі (1955—1958)
Коттрелл перебрався до Гарвелла навесні 1955 року. Після товариської атмосфери у Бірмінгемі він був шокований, коли виявив, що заклад був заповнений окремим групами, суперництвом і «класовою» структурою. «Вищий» клас був сформований фізиками, у першу чергу фізиками-ядерниками, котрі зазвичай проводили політичні і планові експерименти, а далі була «решта», до якої входили металурги, які в основному виготовляли обладнання і матеріали для експериментів. Котрелл приєднався до щойно сформованого підрозділу фізики твердого тіла, що утворився з підрозділу металургії, який займався питаннями радіаційного ушкодження, із групи дифракції нейтронів та ще однієї невеликої групи фізиків. Алан незабаром зібрав навколо себе кількох наукових співробітників з підрозділу, а також кількох дослідників з Центральної ради з виробництва електроенергії (Central Electricity Generating Board, CEGB), відряджених на той час, поки будувались ядерні лабораторії Берклі та інших енергогенеруючих компаній.
Метою досліджень Алана в Гарвеллі було зосередитись на науковому розумінні радіаційного ушкодження у тих галузях, що є найбільше корисними для розвитку ядерних енергетичних реакторів. Більшість досліджень у всьому світі полягала у визначенні енергій утворення та міграції вакансій та міжвузлів й ідентифікації різних стадій відпалу. Незважаючи на те, що це було важливо, Алан натомість зосередився на двох проблемах: поведінки урану при опроміненні, а також зміцнення і підвищення крихкості конструкційної сталі, що використовується для посудин високого тиску в реакторі . Проблема з ураном як матеріалом для палива полягає в «набуханні» через утворення газових бульбашок або кишень з вакансій та продуктів поділу криптону та ксенону. Ці дві важливі проблеми було розв'язано Котреллом упродовж наступних трьох років роботи.
Безперечно, Коттрелл зробив важливий внесок для британської ядерної енергетичної програми. Без нього програма запуску реактора «Magnox» зіткнулася б із серйозними експлуатаційними проблемами уже через декілька тижнів після запуску. Крім проблеми видалення вигнутих стрижнів з каналів, можливо, міг би статися перегрів та руйнування паливних ємкостей.

### Кембридж (1958—1964)
18 січня 1958 року віце-канцлер Кембриджського університету Лорд Адріан запропонував Коттреллу місце посаду голдсмітівського професора і керівництво факультетом металургії. Обійнявши посаду у жовтні 1958 року, Коттрелл зрозумів, скільки йому слід зробити, щоб підняти статус і репутацію факультету. Уже на той час були досліджені механічні властивості, корозія, і почали застосовувати метод просвічувальної електронної мікроскопії для вивчення сплавів, але першочергове бачення Коттрелла полягало в тому, що загальний рівень досліджень потребував значного покращення.
Центральна рада з виробництва електроенергії (Central Electricity Generating Board, CEGB) і Управління з атомної енергії (Atomic Energy Authority, AEA) забезпечили значне фінансування досліджень, а Рада з наукових досліджень надала гранти на придбання нового обладнання, зокрема, сучасного електронного мікроскопа.
Коттрелл створив дослідницькі групи у двох нових галузях досліджень: польової іонної мікроскопії (Field ion microscope, FIM) і надпровідності. Метод польової іонної мікроскопії був визнаний Коттреллом як техніка, що здатна забезпечити дослідження радіаційного ушкодження та дефектів, таких як дислокації, на атомарному рівні. Крім того, Коттрелл вважав, що надпровідність виходить із сфер чистої фізики у міждисциплінарний предмет, що потребує внеску від матеріалознавства. Дослідження надпровідності в Кембриджі мали постійно наростати: від розробки понять «зачеплення» вихрових потоків за дефекти (майже аналогічні зачепленню дислокацій) до великих досліджень високотемпературних надпровідників та тонкоплівкових технологій, для широкого спектру пристроїв та наноматеріалів.
Власні дослідження Коттрелла були зосереджені на трьох темах: (I) пружно-пластична деформація і руйнування на вершинах гострих тріщин; (II) експериментальні спостереження деформації і руйнування у сталевих стрижнях з надрізами; і (III) армовані волокном композити. Перша тема включала теорію неперервного розподілу дислокацій: «реальні» дислокації поза тріщиною і «віртуальні» дислокації всередині тріщини. Перші результати були отримані на початку 1960 року, а концепція ініціювання тріщин, що визначалась досягненням значення критичного зміщення тріщин, була оприлюднена Коттрелом на конференції в Інституті чавуну і сталі в грудні 1960 року для пояснення ступеня впливу на руйнування.
Поза університетом Алан виступав консультантом, як в Управлінні з атомної енергії (Atomic Energy Authority, AEA), так і у Центральній раді з виробництва електроенергії (CEGB), і став членом Ради AEA на неповну ставку. Він став віце-президентом Королівського товариства і прочитав серед багатьох інших лекцій Бейкерівську лекцію у 1963 році. Він також став членом Консультативного комітету з наукової політики, де уперше зустрівся з сером Соллі Цукерманом, на той час головним науковим радником Міністерства оборони.

### Робота в уряді (1964—1974)
У 1964 році головний науковий радник Британського уряду (Chief Scientific Advisor, CSA) С. Цукерман запропонував Коттреллу стати одним з двох його заступників у Міністерстві оборони (другим був сер Вільям Кук). Ця пропозиція уже настійливіше була повторена дещо пізніше на Святі Колегії в Коледжі Христа, лордом Луїсом Маунтбеттеном, котрий був почесним членом коледжу. Основною причиною цього кроку було те, що він сильно зацікавився національною науковою і промисловою політикою, особливо у потребі зміцнення і активізації британської промисловості, вливаючи у неї сучасні наукові технології.
В конці 1967 року Коттрелл прийняв запрошення Цукермана перейти до Кабінету міністрів заступником головного наукового радника в уряді. Він уже був заступником Цукермана як голови Центральної консультативної ради по науці і техніці. Його робота торкалась вражаючого спектру питань, у тому числі «витоку мізків», національної статистики для НДДКР (R&D), передачі державних ресурсів від оборонної до цивільної промисловості, європейського співробітництва в галузі науки і техніки, забруднення навколишнього середовища, досліджень в галузі харчових продуктів та сільського господарства, програми Advanced Passenger Train (APT), участі Великої Британії у програмі ЦЕРН (Centre Européenne de la Recherche Nucléaire, CERN) і, що найважливіше, національних пріоритетів в галузі науки і техніки. Він мав багато інших питань, якими теж треба було зайнятися, у тому числі заниження урядом важливості космічної діяльності та екологічних проблем: він представляв Велику Британію на Стокгольмській конференції ООН з довкілля.
У січні 1971 року Коттрелл отримав лицарське звання у новорічному списку нагород.
Але незабаром керівництво Котрелла помінялось, наступив менш сприятливий для роботи період. Віктор Ротшильд був призначений Едвардом Гітом очільником новоствореного Центру огляду політики (Central Policy Review Staff, CPRS), що діяв як незалежний підрозділ в Кабінеті міністрів (відомий як «мозковой центр»). Він почав брати на себе деякі функції головного наукового радника (CSA), у тому числі давати поради прем'єр-міністру у наукових аспектах, комп'ютерній політиці і ядерній енергетиці. Цукерман став менш впливовим у справах, якими він раніше займався. Коттрелл змушений був заявити, що він піде у відставку, якщо посада головного наукового радника (CSA) не буде збережена і надана йому після звільнення Цукермана. Його вимогу прийняли, і в решті-решт Цукерман пішов у відставку, Коттрелл став головним науковим радником 1 квітня 1971 року. Йому було доручено працювати у тісному партнерстві з CPRS. Крім того, Цукерман хоч офіційно пішов у відставку, зберіг місце в Кабінеті міністрів з особливою відповідальністю за політику щодо ядерної зброї. Коттреллу залишилася робота з космічною політикою, довкіллям та комунікаціями. Багато часу проводив з Європейською економічною спільнотою, намагаючись координувати європейські дослідження і розробки. Це привело до створення Комітету з науково-технічних досліджень (CREST) у Брюсселі.

### Коледж Ісуса (1974—1986)
Коттрелл отримав конфіденційний запит, чи зацікавлений він приєднатись до Коледжу Ісуса у Кембриджі. Коттрелл погодився і перейшов на посаду директора (майстра) навесні 1974 року.
Обов'язки Коттрелла як директора були поділені на чотири основні області: (I) управління формальними справами коледжу через його Раду та Комітети; (II) представництво коледжу в університеті; (III) вирішення «якнайкраще» проблем особистих відносин, що виникали в коледжі; та (IV) забезпечення та участь у великій кількості соціальних програм.
Він сподівався, що зможе зосередитись на деяких «серйозних наукових дослідженнях», але виявив, що будь-який вільний час, що у нього з'являвся, був роздробленим на короткі проміжки, так що він не міг займатися глибокою зосередженою роботою. Він дав кілька публічних лекцій, продовжував виявляти інтерес до безпеки водно-водяного ядерного реактора та написав ще дві книги, спрямовані на широку читацьку аудиторію: «Екологічна економіка» (1978) і «Наскільки безпечною є ядерна енергія?» (1981) . Серед інших нагород за цей період він отримав Золоту медаль від журналу «Acta Metallurgica».
Незабаром після того, як він став директором, Коттрелл поцікавився, чи буде він бажаним на посаді віце-канцлера університету (тоді віце-канцлер обирався з «глави дому», що відпрацював протягом двох років). Коледж повністю підтримував його кандидатуру. Коттрелл був попередньо обраний і став заступником віце-канцлера у 1975 році. Коттрелл швидко призвичаївся до ролі віце-канцлера, що була схожа на роль директора (майстра), але у ширшому масштабі. Він був здивований тим, скільки часу довелося витратити на «приховані проблеми» щодо особистих скарг, «реальних чи уявних», які відчували співробітники чи науковці.
Коттрелл пішов у відставку з посади директора Коледжу Ісуса у 1986 році. Це були насичені подіями 12 років: приймання жінок до коледжу; посада віце-канцлера університету; роботи з принцом Едвардом як студентом бакалаврату.

### Кембридж (1986—2012)
Вихід на пенсію не означав припинення діяльності у науково-технічній галузі. Він отримав посаду у Відділі матеріалознавства і металургії й повернувся до своїх наукових інтересів в електронній структурі та властивостях металів, написавши книги: «Вступ до сучасної теорії металів» (1988), «Теорія електронів у розробленні сплавів» з Девідом Петтіфором (1992) і «Хімічне зв'язування у карбідах перехідних металів» (1995); крім цього, він написав декілька статей в журнал «Materials Science and Technology» у 1993 і 1994 роках, що стосувались енергій зв'язку, зчеплення і сили зв'язування зерен.
Він займався консультуванням Управління по атомній енергії (AEA), Інспекції по ядерних установках та компанії Rolls-Royce Limited, і він почав приділяти цьому заняттю більше часу. Одна діяльність пов'язана з його побоюваннями щодо наявності та виявлення дрібних дефектів у корпусах високого тиску водно-водяних ядерних реакторів (Pressurised Water Reactor, PWR). На кожному етапі виробництва та виготовлення планувалося проведення різних перевірок «контролю якості», але також після проведення випробування гідростатичним тиском «доказом» мав бути ультразвуковий контроль, щоб бути як «відбиток пальця» для порівняння з результатами періодичних ультразвукових перевірок під час обслуговування. Вони повинні виконуватися віддалено з використанням спеціальних інспекційних вбудованих приладів. Всі запропоновані процедури інспекції, обладнання та персонал повинні бути сертифіковані, і це було досягнуто через Центр перевірки інспекцій (IVC), що входив до AEA та розташовувався у Ріслі. Щоб забезпечити подальші повірки, IVC заснував незалежний консультативний комітет з управління (MAC), головою якого був Алан Коттрелл, у період з 1983 до 1993 року. У першому з висновків, що містились у заключній доповіді AEA у 1993 році, йдеться: «Перевірка підтвердила, що ультразвуковий контроль, що проводиться на Sizewell B, здатен забезпечити якість контролю, потрібну, для того, щоб ємкість запускалась у роботу без значних дефектів». Ці висновки стали основним фактором у переконанні Коттрелла дати своє благословення будівництво нового реактора Sewewell PWR.
У 1988 році Браян Ейр, виконавчий директор AEA, створив комітет — Технічну консультативну групу по структурній цілісності (Technical Advisory Group on Structural Integrity, TAGSI) щоб продовжити роботу у дослідницьких комісіях Marshall/Hirsch і дати рекомендації з питань структурної цілісності у ядерній галузі. Коттрелл став одним із засновників TAGSI і енергійно брав участь у роботі комітету понад десять років. Він вийшов у відставку 21 червня 1999 року.
Інтереси сера Алана у структурній цілісності не обмежувалися ядерною галуззю. З 1988 по 1995 рік він був головою Консультативної ради з матеріалів та процесів компанії Rolls-Royce. Хоча теми здебільшого стосувалися виготовлення компонентів та властивостей матеріалів, забезпечення придатності до тривалого обслуговування, що забезпечувало збільшення часу життя для турбінних дисків, лопат та теплозахисних покриттів. Також були розглянуті властивості композитів із органічного матричного волокна та композитів на базі керамічної матриці. Сер Алан заклав основи для створення консультативної ради з матеріалів, виробництва та структур Rolls-Royce, компетенція якої охоплює весь спектр матеріалів і проблем цілісності конструкцій.
На початку 1990-х Коттрелл продовжував активно працювати на багатьох напрямах. У 1991 році його було запрошено Інститутом матеріалів, щоб прочитати вступну лекцію Фінністона (на вшанування пам'яті про його колишнього колегу у Гарвеллі Монті Фінністона), і він з готовністю погодився, незважаючи на те, що його відносини з ним не завжди були найкращими. У його лекції, під назвою «Сонячне світло і тінь у прикладній науці», йшла мова про використання розробки уранового паливного елемента як прикладу для опису того, як вирішення практичних питань («прикладна наука») задає так багато складних, раніше незнаних наукових викликів, на які науковці повинні шукати відповіді. Він закликав до того, щоб наука такого роду знаходила розуміння у населення, промисловості і політиків та краще підтримувалась на національному рівні. Він закликав інженерні інститути відігравати активну роль у цьому, хоча він не був упевнений у тому, що його заклик дійде до нації.

## Особисте життя
У 1943 році Алан Котрелл був одружений з Джин Гарбер. Вона також поділяла любов Алана до музики і грала на скрипці, тому вони часто влаштовували домашні концерти. 7 жовтня 1951 року у них народився син Джеффрі. Джин завжди супроводжувала Алана і допомагала йому у всьому сим могла, наприклад, в організації вечорів і зустрічей.
На початку 1996 року Джин вперше почала відчувати ознаки хвороби Паркінсона. Алан присвятив себе цілодобовому догляду за нею. У наступні роки її стан продовжував погіршуватися, і Коттрелл ставав дедалі більше фізично виснаженим, намагаючись упоратися з цими обов'язками. Вона померла 1999 року. У цей період у нього погіршився слух, на цьому закінчилася його насолода від музики та лекцій. Проте його розум залишався таким самим гострим, як і раніше, і він продовжував публікувати роботи з пластичності металів протягом останніх декількох років.
Алан Коттрелл був людиною, відданою своїй родині. Втрату, якої він зазнав, коли дружина померла, йому було надзвичайно важко подолати. Він помер у 2012 році. Похорон сера Алана відбувся 27 лютого 2012 року в каплиці Коледжу Ісуса в Кембриджі.

## Вибрані монографії
- Theoretical Structural Metallurgy (1948) (E Arnold; 2nd Revised edition (1 січня 1955)) (ISBN 0713120436)
- Dislocations and Plastic Flows in Crystals (1953) (ISBN 978-0198512066)
- Superconductivity (1964) (Harwood Academic (Medical, Reference and Social Sc; n edition (грудень 1964)) (ISBN 0677000650)
- An Introduction to Metallurgy (1967) (ISBN 978-0901716934)
- Portrait of Nature: the world as seen by modern science (1975) (ISBN 978-0684143552)
- How Safe is Nuclear Energy? (1982) (Heinemann Educational Publishers (29 червня 1981)) (ISBN 0435541757)
- Concepts in the Electron Theory of Alloys (1998) (ISBN 978-1861250759)

## Найважливіші нагороди
- Медаль Г'юза (1961)
- Бейкерівська лекція (1963)
- Премія Гольвека (1969)
- Медаль Румфорда (1974)
- Премія Гарві (1974)
- Медаль і премія Гатрі (1977)
- Медаль Коплі (1996)

## Почесні звання
- 1955: Член Лондонського королівського товариства (віцепрезидент товариства у 1964, 1976 і 1977)
- 1960: Почесний іноземний член Американської академії мистецтв і наук
- 1970: Іноземний член Шведської королівської академії наук
- 1970: Почесний член Коледжу Христа (Кембридж), (член у 1958–70)
- 1972: Іноземний асоційований член Національної академії наук (США)
- 1972: Почесний член ASM Iternational[en]
- 1974: Почесний дійсний член ASM Iternational[en]
- 1976: Іноземний асоційований член Національної інженерної академії (США)
- 1976: Почесний доктор наук (ScD) Кембриджського університету
- 1977: Почесний член Товариства металів
- 1981: Почесний член Японського інституту металів
- 1986: Почесний дійсний член Коледжу Ісуса (Кембридж)
- 1989: Почесний дійсний член Інституту металів
- 1991: Почесний дійсний член Імперського коледжу Лондона
- 1991: Член Європейської Академії
- 1996: Почесний доктор права (LLD) Кембриджського університету.

Алан Коттрелл став почесним доктором ще близько півтора десятка провідних наукових і освітніх установ світу.